# Fenouillet-du-Razès
Fenouillet-du-Razès är en kommun i departementet Aude i regionen Occitanien  i södra Frankrike. Kommunen ligger  i kantonen Alaigne som ligger i arrondissementet Limoux. År 2022 hade Fenouillet-du-Razès 76 invånare.

## Befolkningsutveckling
Antalet invånare i kommunen Fenouillet-du-Razès
Referens: INSEE